# ماریا تاکه‌اوچی
ماریا تاکه‌اوچی (竹内 まりや Takeuchi Mariya, زادهٔ ۲۰ مارس ۱۹۵۵) خواننده و ترانه‌سرای ژاپنی است که در ۲۰ مارس ۱۹۵۵ در منطقه کیزوکی مینانی شهر تایشا، استان شیمانه متولد شده است.
از او به عنوان یکی از مطرح‌ترین و تأثیر گذارترین خوانندگان در سبک سیتی پاپ و جی-پاپ یاد می‌کنند. او با فروختن بیش ۲۰ میلیون آلبوم، به عنوان یکی از پرفروش‌ترین خوانندگان در ژاپن شناخته می‌شود.